# Ligne d'arrêt Coquet

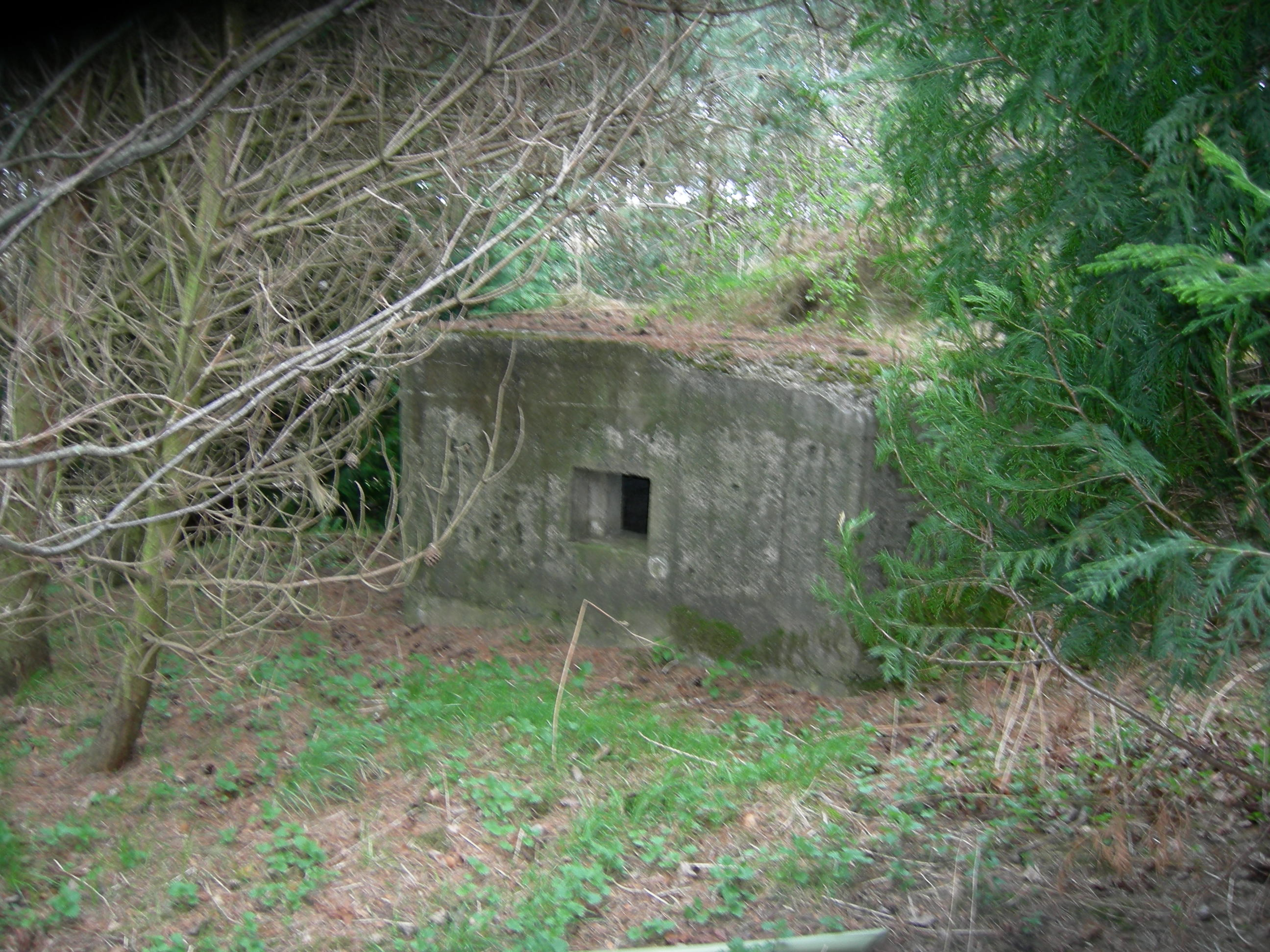
Casemate P305 situé à Catheugh Plantation, en partie masquée par des arbres qui ont poussé depuis la guerre, vue du sud

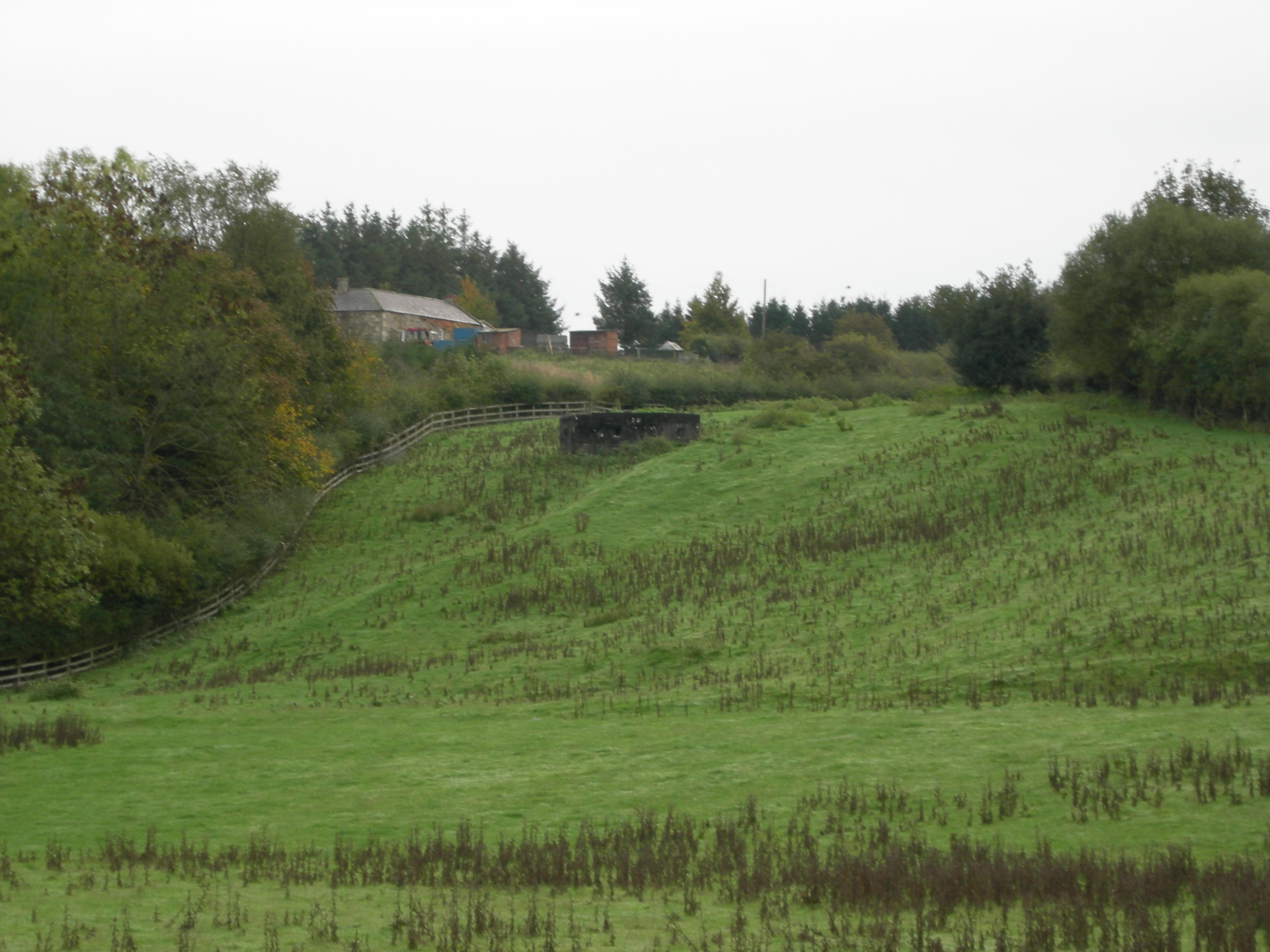
Casemate P306 du pont de Weldon depuis l'ancienne route A697, vue du sud-est

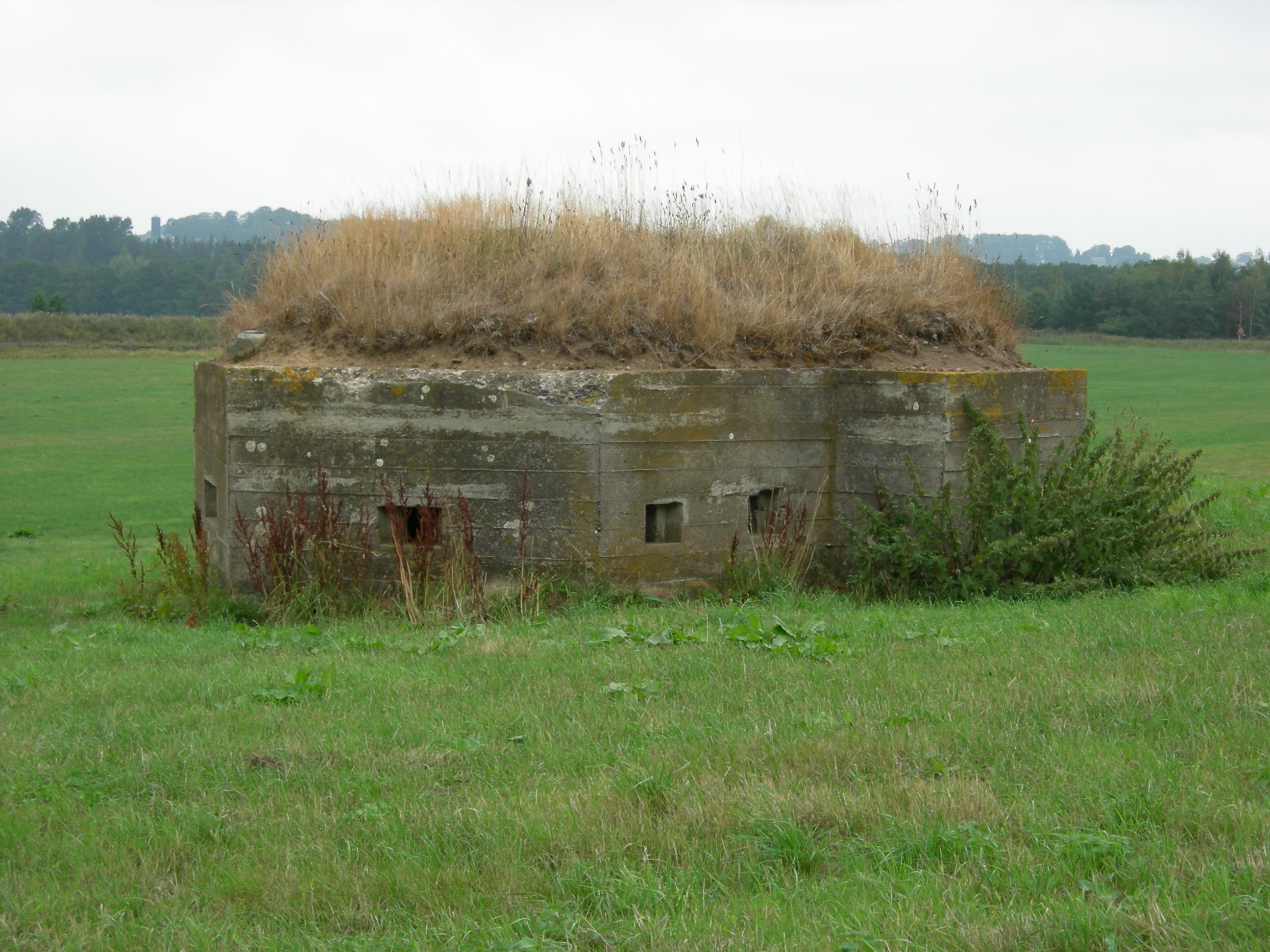
Casemate P319 à Bickerton depuis une petite route, vue de l'est

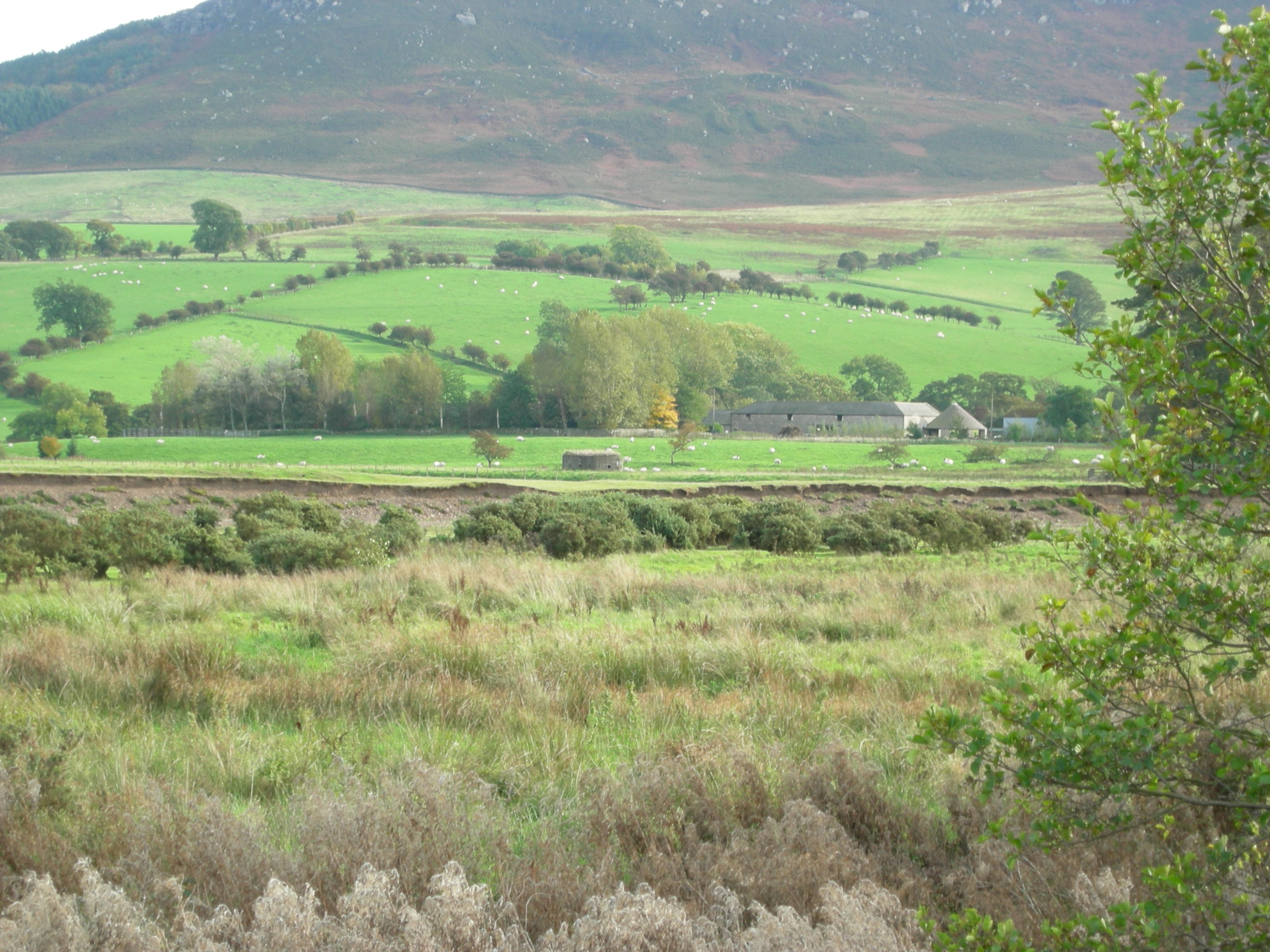
Casemate P320 à Bickerton depuis la rive opposée de la rivière Coquet, vue du sud

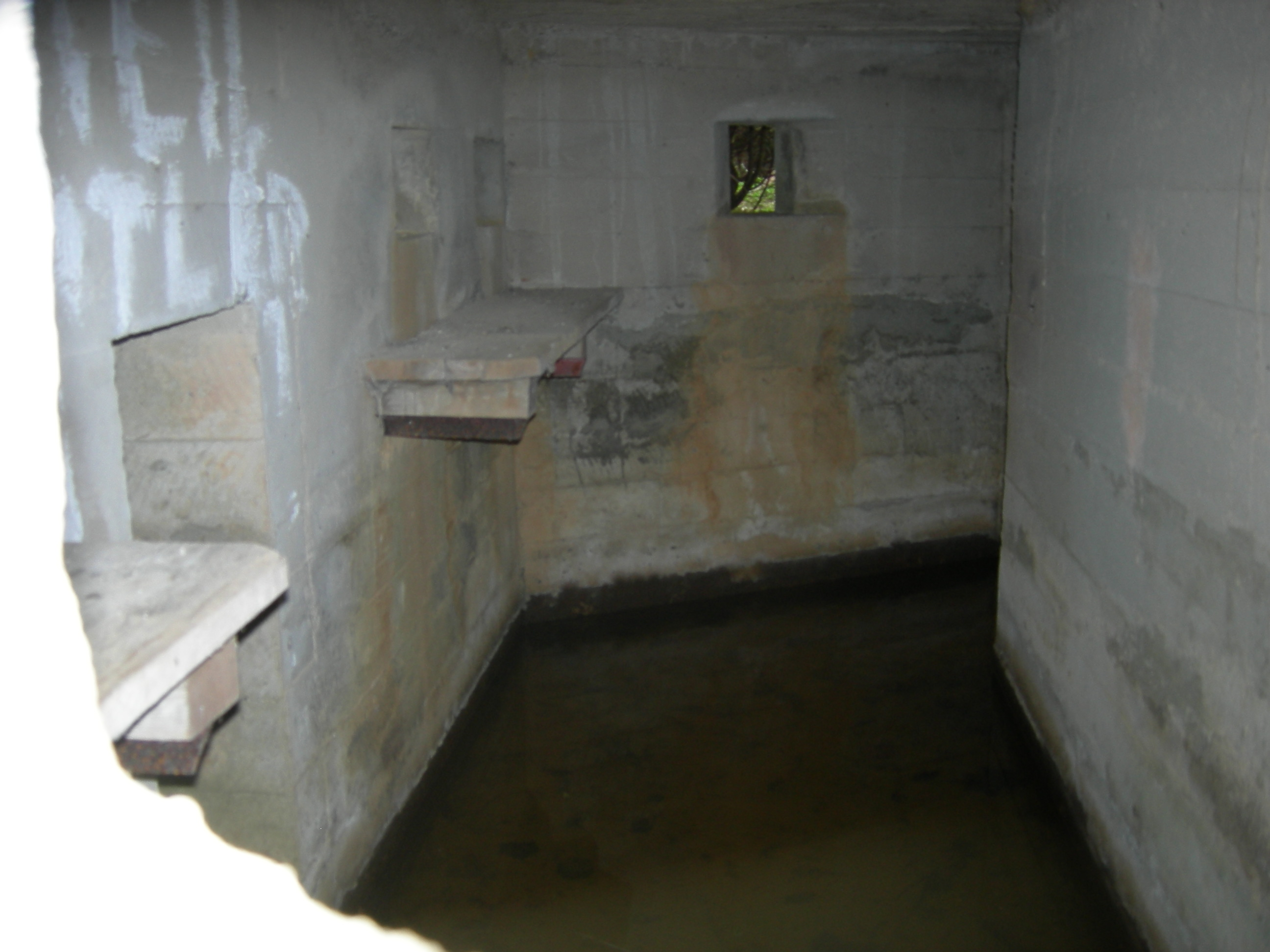
Intérieur de casemate bien préservée de la ligne d'arrêt Coquet - Noter le graffiti 'Heil Hitler' au-dessus de la porte, barbouillé avec la même chaux que le numéro d'identification de la casemate

La ligne d'arrêt Coquet (en anglais Coquet Stop Line) est une ligne de défense construite dans le Nord-Est de l'Angleterre depuis la ville côtière d'Amble dans le Northumberland jusqu'au haut de la vallée de la Coquet. Elle faisait partie des défenses construites pour répondre à la menace d'une invasion nazie pendant la Seconde Guerre mondiale. Elle était destinée à ralentir l'avance de l'armée allemande arrivant par le nord pour donner du temps à une armée britannique de campagne de se rassembler sur la ligne d'arrêt Tyne, à environ 30 miles (48 km) au sud.
La ligne d'arrêt Coquet était constituée d'une série de casemates, avec une forme cohérente qui a été nommée « type de la ligne Coquet » ou plus précisément de type « Losange », et qui ne se trouve que dans le Nord-Est de l'Angleterre et certaines parties du Yorkshire. Elles ont en général un terrain dégagé devant, souvent une rivière ou sa plaine d’inondation, tandis qu'à l’arrière, où se trouve l'entrée, des efforts ont été faits pour aménager une couverture à une force en retraite.
Quelques-unes de ces casemates ont disparu : l'une à l'approche du village de Felton et l'autre sur le côté ouest de l'Autoroute A1 à West Moor n'existent plus. Les restes d'une casemate en  sacs de sable sur le côté nord d’Amble Harbour reposent en face d'un grand bloc de béton qui a été construit pour y attacher une chaîne de port. Il y a une casemate « Losange » près du terrain de football à Warkworth, mais qui faisait probablement partie de la « croûte côtière ».

## Autres casemates dans la région
Il y a plusieurs autres casemates sur la rivière Coquet, bien que celles-ci n'aient probablement pas été construites dans le cadre de la ligne d'arrêt. Une casemate de sacs de sable de type « Beehive » se trouve dans un jardin juste derrière le pub Cross Keys, dans le village de Thropton. Elle couvre les approches ouest du pont routier de Wreigh Burn. Elle a été construite par la 250th Field Company of Royal Engineers. Cette compagnie a construit de nombreuses casemates de sacs de sable dans la zone entre juillet 1940 et septembre 1940, mais les casemates de béton ont fait l’objet d'un appel d’offres locales.
Il y a une autre casemate près de Morwick, sur le côté ouest de la ligne principale de la côte est. De forme rectangulaire, constituée à moitié de briques et à moitié de béton, elle a probablement été construite pour défendre le viaduc de chemin de fer ou protéger les soldats qui auraient été chargés de le faire sauter, en cas d'invasion, le plus tard possible pour permettre le déplacement de matériel roulant.
Une casemate toute particulière se trouve à Gloster Hill, sur la route reliant Amble à Warkworth. Il s'agit d'une casemate qui a la forme d'un vieux chalet (semblable à celle de Hemscott Hill, à Cresswell). Sa façade principale est en pierre et en béton, et les autres sont constituées de sacs de sable.
Les casemates à Brainshaugh et West Thirston ne font pas faire partie de la ligne d’arrêt Coquet, car leur numéro d'identification n’a pas la même  séquence que les autres. Elles peuvent avoir formé une ligne d'arrêt intérieure du nord au sud. Les casemates de Hazon, de Brainshaugh, de Morwick, de West Thirston, d’Earsdon, de Longhirst, de Bothal Granges et d’East Moor (et finalement d’Eshott) forment une ligne à environ trois kilomètres de distance.
Il y a en outre une casemate « losange » modifiée à Rothbury. Il s'agit d'un « losange » standard, sauf pour une modification du porche et de la porte, qui ont été construits sur le côté gauche au lieu de l’arrière. La casemate est bien dissimulée sur le côté sud de la rivière. Elle se trouve presque en face du pont routier de Whitton et était destinée à défendre celui-ci. Les trois embrasures avant sont juste au-dessus du niveau du sol. La casemate n'a pas de numéro d'identification de sorte qu'elle ne peut pas faire partie de la ligne d’arrêt.

## Emplacements des casemates de la ligne d'arrêt
Les casemates suivantes ont été formellement identifiées comme faisant partie de la ligne d'arrêt Coquet. Elles sont énumérées d'est en ouest. Ces casemates ne sont généralement pas visitables librement car presque toutes sur des terrains privés.
| N° identification | Emplacement                             | Coordonnées                 | Notes                                                                                    |
| ----------------- | --------------------------------------- | --------------------------- | ---------------------------------------------------------------------------------------- |
| P454              | West Thirston                           | 55° 17′ 34″ N, 1° 42′ 08″ O |                                                                                          |
| P305              | Catheugh Plantation                     | 55° 17′ 22″ N, 1° 46′ 01″ O |                                                                                          |
| P306              | Weldon Bridge                           | 55° 16′ 44″ N, 1° 46′ 57″ O |                                                                                          |
| P307              | Brinkheugh                              | 55° 16′ 43″ N, 1° 48′ 17″ O |                                                                                          |
| P308              | Middleheugh, Brinkburn Priory           | 55° 16′ 50″ N, 1° 49′ 16″ O |                                                                                          |
| P309              | Pauperhaugh                             | 55° 17′ 21″ N, 1° 50′ 47″ O |                                                                                          |
| P310              | Brinkburn Station                       | 55° 17′ 26″ N, 1° 51′ 49″ O |                                                                                          |
| P311              | Rothbury (dans le périmètre de l'école) |                             | Détruite                                                                                 |
| P312              | Cartington près de Rothbury             | 55° 17′ 52″ N, 1° 53′ 42″ O | C'est sur Garleigh Moor, pas dans Cartington même, qui est près de Snitter au nord ouest |
| P313              | Carterside près de Rothbury             | 55° 18′ 11″ N, 1° 55′ 47″ O |                                                                                          |
| P314              | Newtown                                 | 55° 18′ 13″ N, 1° 56′ 43″ O |                                                                                          |
| P315              | Ryehill                                 | 55° 18′ 30″ N, 1° 58′ 03″ O |                                                                                          |
| P318              | Little Tosson                           | 55° 18′ 24″ N, 1° 59′ 17″ O |                                                                                          |
| P319              | Bickerton                               | 55° 18′ 00″ N, 2° 00′ 01″ O |                                                                                          |
| P320              | Bickerton                               | 55° 17′ 53″ N, 2° 00′ 44″ O |                                                                                          |
| P321              | Hepple                                  | 55° 17′ 32″ N, 2° 01′ 31″ O | Restes importants grâce à la rivière                                                     |
| P322              | Hepple                                  | 55° 17′ 40″ N, 2° 02′ 12″ O |                                                                                          |
| P323              | Harehaugh                               | 56° 11′ 32″ N, 2° 02′ 46″ O |                                                                                          |
| P---              | Brainshaugh (au nord de la rivière)     | 55° 19′ 27″ N, 1° 40′ 48″ O |                                                                                          |
| P583              | Morwick                                 | 55° 19′ 24″ N, 1° 38′ 03″ O |                                                                                          |
| P---              | Rothbury                                | 55° 18′ 31″ N, 1° 54′ 48″ O |                                                                                          |